# Album III
Album III är ett musikalbum av Loudon Wainwright III som lanserades 1972 på skivbolaget Columbia Records. Som titeln anger var det hans tredje skiva, och det första albumet han gjorde för Columbia Records, efter att ha lämnat Atlantic Records som släppte hans två första album. Albumet har en mer rockbetonad ljudbild än många av hans andra album som är mer akustiskt baserade. Skivan inleds med Wainwrights enda egentliga hitsingel, skämtlåten "Dead Skunk" som nådde sextondeplatsen på Billboard Hot 100.

## Låtlista
1. "Dead Skunk" – 3:05
2. "Red Guitar" – 1:49
3. "East Indian Princess" – 2:56
4. "Muse Blues" – 2:53
5. "Hometeam Crowd" – 1:49
6. "B Side" – 2:26
7. "Needless To Say" – 3:14
8. "Smokey Joe's Cafe" – 2:31
9. "New Paint" – 3:00
10. "Trilogy (Circa 1967)" – 3:11
11. "Drinking Song" – 2:55
12. "Say That You Love Me" – 2:30

## Listplaceringar
- Billboard 200, USA: #102[1]